# Carrières de Lumiéres
Carrières de Lumières (que en español se traduce como "Canteras de luces") es un centro de artes digitales que organiza exposiciones multimedia inmersivas al interior de una formación calcárea de más de 20 millones de años de antigüedad y 6 mil metros cuadrados de extensión ubicado a las afueras de la ciudad francesa de Baux-de-Provence, en el departamento de Bocas del Ródano, región administrativa de Provenza-Alpes-Costa Azul.

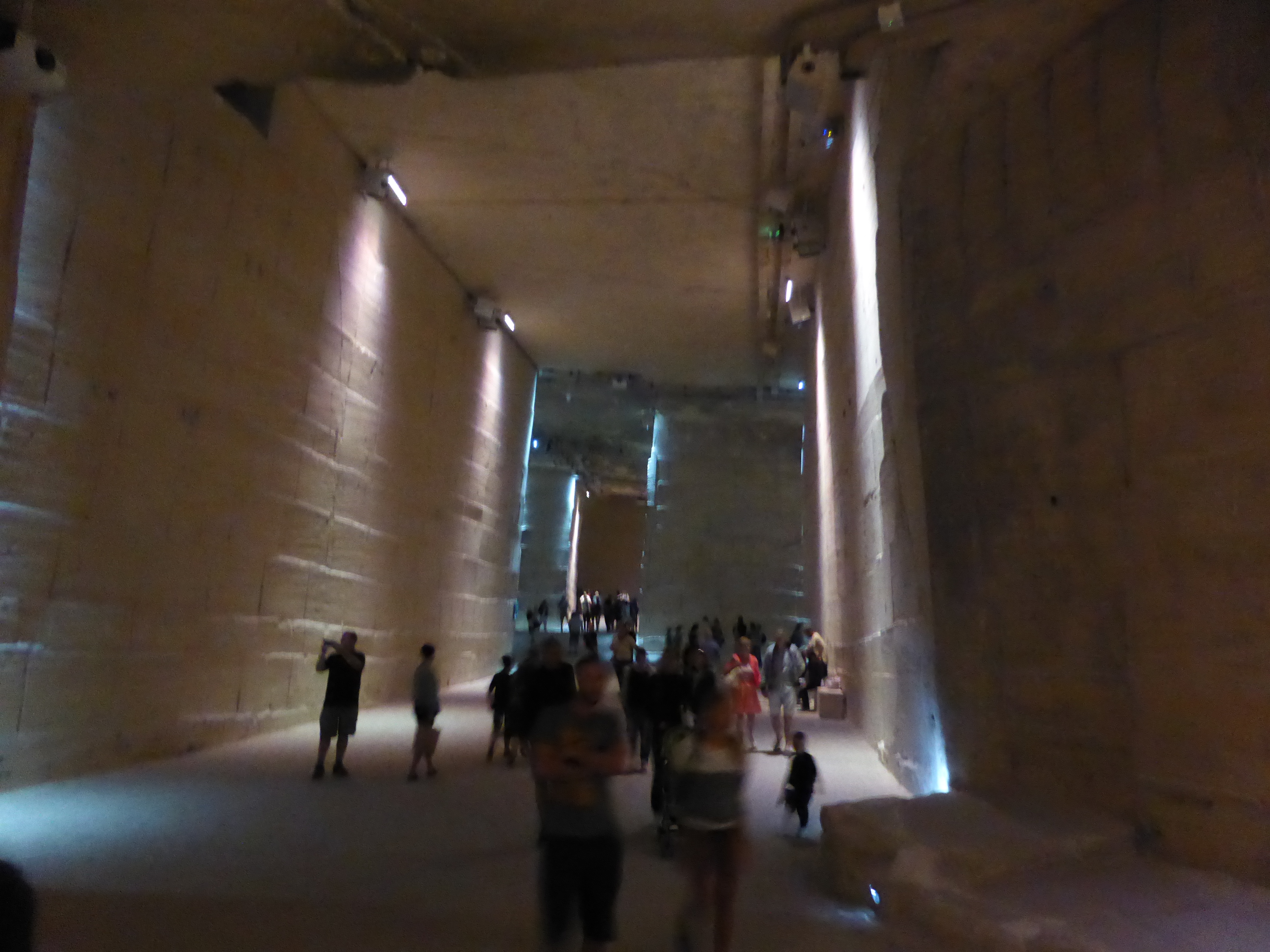

Luego de dejar de funcionar como cantera en 1935, su primer uso para las artes fue como locación de la película de Jean Cocteau, Le Testament d'Orphée de 1959. En la década de 1970, bajo el título de La Cathédrale d'Images (La Catedral de Imágenes), el lugar fue sede de espectáculos audiovisuales. En 2008 la alcaldía de Baux-de-Provence dio por terminado el contrato con la empresa que había creado el proyecto de la Catedral de Imágenes y cedió la administración a una empresa encargada de sitios culturales en Francia, cambiando el nombre por el de Carrières de Lumières, y acondicionando el espacio con 70 videoproyectores para ofrecer exposiciones temporales que combinan video y música alrededor de artistas emblemáticos como Picasso, Chagall o Van Gogh.
El cambio de Cathédrale d'Images a Carrières de Lumières fue motivo de un litigio ante tribunales administrativos entre el primer organismo y la ciudad de Baux de Provence; en 2019 la ciudad aún debía a la compañía de Cathédrale d'Images más de 4 millones de euros de indemnización.

## La cantera
El nombre de la cantera que alberga al centro de artes era Les Grands Fonds o Los Grandes Fondos en español. Se trata de una cantera de cerca de 10 mil metros cuadrados de donde se extraía una piedra caliza ligeramente calcárea, de grano fino, y generalmente de color blanco, resultado de la compactación de carbonato de calcio sobre arena calcárea. Se han encontrado fósiles marinos en la roca. El nombre de dicha piedra es "piedra del sur" o "piedra de les Baux", ya que en el sur de Francia es común nombrar a la piedra extraída de una cantera con el nombre de su localidad de origen. La ciudad amurallada de Baux de Provence fue construida con este tipo de piedra, lo mismo que el castillo que se encuentra ahí mismo.
Durante el siglo XIX, con el crecimiento producto de la Revolución Industrial, existe una gran demanda de piedra de construcción y se empiezan a explotar diferentes canteras en toda la región aledaña a Los Grandes Fondos, conocida como el Val de l'Enfer, incluidas también aquellas ubicadas en la ciudad vecina de Fontvieille, cuya piedra era más apreciada que la extraída de Les Baux.
Tras la Primera Guerra Mundial, la piedra cede su lugar en el campo de la construcción a materiales como el acero y el concreto. Así, desde la década de 1920 empieza a bajar la demanda de Los Grandes Fondos hasta que en 1935 cierra definitivamente.

## El centro de artes
Luego del cierre como cantera en 1935, Los Grandes Fondos fue la locación de Testament d'Orphée ou ne me demandez pas porquoi (El testamento de Orfeo o no me pregunten por qué) película de 1959 escrita, dirigida y protagonizada por Jean Cocteau, lo que sienta las bases para la nueva vocación del lugar.

### La Catedral de Imágenes
En 1977, la cantera se convierte en la sede del proyecto denominado Cathédrale d'Images (Catedral de Imágenes), creado por el periodista y fotógrafo Albert Plécy, a partir de las investigaciones del escenógrafo Joseph Svoboda. El concepto es proyectar imágenes de obras de arte sobre las inmensas paredes de piedra de hasta 20 metros de alto, y acompañarlas con música con el objetivo de integrar por completo al espectador. Desde su fundación hasta 2009 que operó bajo el nombre de Cathédrale d'Images, cada año el espectáculo / exposición fue diferente: en el último año, las obras protagonistas pertenecieron a Picasso, artista presente durante el rodaje de Testament d'Orhpée.
En 2008, la ciudad de Baux de Provence dio por terminado el contrato de concesión con la empresa de la Catedral de Imágenes, quien inició un litigio administrativo. En enero de 2018, las autoridades competentes juzgaron que Baux de Provence debía pagar una indemnisación de 5.8 millones de euros, decisión que fue ratificada en junio del siguiente año. A finales de 2019, la ciudad debía aún 4,4 millones de euros a la empresa, siendo que su presupuesto total de ese año era de 4 millones.